# Amezketa
Amezketa település Spanyolországban, Gipuzkoa tartományban. Amezketa Abaltzisketa, Alegia, Orendain, Tolosa és Araitz községekkel határos. Lakosainak száma 941 fő (2024).

## Népesség
A település lakosságának változását az alábbi diagram mutatja:
| Lakosok száma | 994  | 980  | 974  | 990  | 970  | 968  | 938  | 921  | 945  | 941  |
|               | 2001 | 2004 | 2006 | 2009 | 2011 | 2014 | 2016 | 2019 | 2021 | 2024 |